# Малмыжское городское поселение
Малмыжское городское поселение — муниципальное образование в составе Малмыжского района Кировской области России.
В состав поселения входит 1 населённый пункт — город Малмыж.

## История
Малмыжское городское поселение образовано 1 января 2006 года согласно Закону Кировской области от 07.12.2004 № 284-ЗО.

## Население
| 2009  | 2010  | 2011  | 2012  | 2013  | 2014  | 2015  |
| ----- | ----- | ----- | ----- | ----- | ----- | ----- |
| 8823  | ↘8265 | ↘8258 | ↘8099 | ↘7872 | ↘7645 | ↘7535 |
| 2016  | 2017  | 2018  | 2019  | 2020  | 2021  |       |
| ↗7591 | ↘7531 | ↘7422 | ↘7321 | ↘7186 | ↘6931 |       |

## Состав городского поселения
В состав городского поселения входит один населённый пункт.